# Saiteninstallation
Eine Saiteninstallation besteht aus langen Metallsaiten, die in großen Innenräumen (Kirchen, Konzertsälen, Hallen, Treppenhäusern) oder im Freien zwischen Resonatoren aus Holz gespannt sind. Sie kommt in der Klangkunst als Klanginstallation zum Einsatz.

## Funktionsweise
Die Zugkräfte sind gering, selbst bei großen Saitenlängen von über 100 m. Dabei wird weder in die Landschaft noch in die Architektur eingegriffen. Die langen Saiten können von Menschen mit kolophonierten Fingern zum Klingen gebracht werden. Die auf diese Art rein akustisch erzeugten Klänge sind relativ laut, und deren Tonhöhen befinden sich im gesamten hörbaren Bereich.

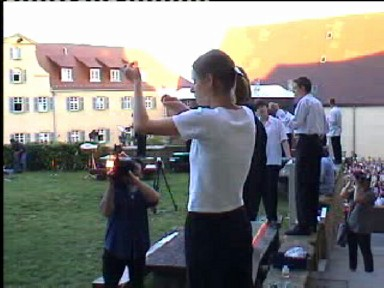
„Schloss Kapfenburg besaitet...“, eine Aufführung der Saiteninstallation von Renate Hoffleit und Michael Bach Bachtischa 2000

Der Klang beruht im Wesentlichen auf der Longitudinalschwingung der langen Saiten. Die Frequenz der Longitudinalschwingung, im Gegensatz zur Transversalschwingung der Saite (Klavier, Geige etc.), ist unabhängig von der Saitenspannung. Aufgrund dieser Eigenschaft ist die Tonhöhe umgekehrt proportional zur Länge der Saite, so dass eine doppelt so lange Saite eine Oktave tiefer klingt. Insofern lassen sich Dimensionen der Architektur oder der Landschaft in Tonhöhen übertragen, die dieselben Verhältnisse untereinander haben.

## Saiteninstallationen
Beispiele für Saiteninstallationen sind die Projekte von Renate Hoffleit und Michael Bach Bachtischa bei den Donaueschinger Musiktagen 1994, der Einweihung der Internationalen Musikakademie Schloss Kapfenburg 2000 oder das Projekt (zwischen e und f)² in der Stadtbibliothek Stuttgart, das vom Innovationsfonds Kunst des Landes Baden-Württemberg maßgeblich gefördert wurde. Diese ortsspezifischen Saiteninstallationen sind konkret auf die Architektur oder die Landschaft bezogen, welche die Frequenzen der Saiten, wie oben beschrieben, bestimmen. Auf der Basis dieses Tonsystems in situ entstehen häufig auch Kompositionen, die mit mehreren Saitenspielern und Instrumentalisten oder Sängern aufgeführt werden.

## Lange Saiten
Beispiele für die Verwendung von langen Saiten, die nicht ortsspezifische Dimensionen haben, sondern anderen Intentionen unterliegen sind folgende:
Bereits 1977 verwendete die Komposition Music on a Long Thin Wire des amerikanischen Komponisten Alvin Lucier (1931–2021) eine einzelne, bis zu 30 Meter lange Saite, die elektronisch angeregt wird, um komplexe Klänge zu erzeugen. Seit 1981 entwickelt die Komponistin und Bildhauerin Ellen Fullman (* 1957) ihr Long String Instrument in Zusammenarbeit mit Ingenieuren und Instrumentenbauern, zunächst noch ohne Resonatoren. Bei frühen Aufführungen arbeitete sie mit Arnold Dreyblatt zusammen. Es umfasste 1998 etwa hundert Saiten, die über eine Länge von dreißig Metern in Hüfthöhe befestigt sind.  „Durch die Ausmaße der Saiteninstallation und die Wechselwirkung der Obertöne mit dem Raum verwandelt sich dieser in ein gigantisches Musikinstrument.“ Parallel zu Ellen Fullman haben Paul Panhuysen (* 1934) und Johan Goedhart (* 1951) 1982 ihre ersten Saiteninstallationen errichtet, bei denen sie sich auf Pythagoras berufen.